# Туракурган
Туракурган (узб. Toʻraqoʻrgʻon/Турақврғон) — місто (з 1979 року, до цього — селище міського типу), адміністративний центр Туракурганського району Наманганської області Узбекистану . Туракурган розташований в 12 км від міста Наманган. Найближча залізнична станція - Торакорган (5 км). Населення мiста становить — 22,6 тис. осіб (2004). Повз Туракургана протікає рiчка Косонсой.

## Розташування
Розташований за 5 км від однойменної залізничної станції (на лінії Коканд — Наманган). У 2001—2010 роках працювала міжміська тролейбусна лінія Туракурган — Наманган 1820 року

## Соціальна сфера
В районі діють акціонерні товариства «ОхангарІІІ», «Коопагрофірма», «Шірінлік» Узбекистан-Голландія, спільні підприємства «Ахсікент». 6 будівельних підприємств, 55 торгівлі, 25 громадського харчування, 62 підприємства побутового обслуговування, сільського господарства, будівництва та побутового обслуговування, професійно-технічні коледжі та ліцеї для обдарованих дітей, 6 загальноосвітніх шкіл, палац культури, 2 музеї, 4 бібліотеки, 7 медичних закладів, в т.ч. центральна лікарня, доросла та дитяча поліклініки, а також відділення невідкладної допомоги. 
1. ↑  Перепис населення СРСР 1989
2. ↑  https://www.osmangazi.bel.tr/tr/osmangazi/kardes-sehirler